# 吳安 (明朝)
吴安（?—?），南直隸镇江府丹徒縣人，明朝外戚，明代宗的舅父。
宣德三年（1428年）妹妹被明宣宗朱瞻基册封为贤妃，授吴安锦衣卫百户。明代宗嗣位，尊吴贤妃为皇太后，吴安进升为本卫指挥使。转任前府左都督，弟弟吴信擢升为都督佥事。景泰七年（1457年），封吴安为安平伯。吴信早亡，其弟吴敬为南京前军左都督。明英宗复辟，吴太后还是称吴贤妃，天順元年（1457年）二月，吴安除爵。降为府军前卫指挥佥事。不久命吴安为锦衣卫指挥使，子孙世袭。

## 父
- 吴彦名，女儿入侍朱瞻基于东宫，生明代宗。册封贤妃时，吴彦名已经去世，吴安母神氏